# جشنواره فیلم کن ۲۰۰۷
شصتمین دوره جشنواره فیلم کن از تاریخ ۱۶ تا ۲۷ مه ۲۰۰۷ در شهر کن در جنوب فرانسه برگزار شد. استیون فریرز کارگردان بریتانیایی رئیس هیئت داوران بخش مسابقه اصلی این دوره از جشنواره بود. جشنواره با فیلم شب‌های بلوبری من به کارگردانی وونگ کار وای افتتاح شد و با فیلم عصر ظلمت ساخته دنیس آرکند به پایان رسید.

در این دوره از جشنواره، در مجموع بیست و دو فیلم در بخش مسابقه برای به دست آوردن نخل طلا به رقابت پرداختند که در نهایت فیلم چهار ماه، سه هفته و دو روز ساخته کریستین مونجیو برنده نخل طلای این دوره شد.

## فیلم‌های بخش مسابقه
| نام                            | نام اصلی                       | کارگردان                     | کشور      |
| ------------------------------ | ------------------------------ | ---------------------------- | --------- |
| چهار ماه، سه هفته و دو روز     | 4 luni, 3 săptămâni şi 2 zile  | کریستین مونجیو               | رومانی    |
| الکساندرا (فیلم)               | الکساندرا (فیلم)               | الکساندر سوکوروف             | روسیه     |
| تبعید                          | Изгнание Izgnanie              | آندری زویاگینتسف             | روسیه     |
| تنفس (فیلم ۲۰۰۷)               | 숨 Soom                        | کیم کی-دوک                   | کره جنوبی |
| ضد مرگ                         | ضد مرگ                         | کوئنتین تارانتینو            | آمریکا    |
| لباس غواصی و پروانه (فیلم)     | Le scaphandre et le papillon   | جولیان اشنابل                | فرانسه    |
| لبه بهشت                       | Auf der anderen Seite          | فاتح آکین                    | آلمان     |
| واردات/صادرات                  | واردات/صادرات                  | اولریش زایدل                 | اتریش     |
| آخرین معشوقه                   | Une vieille maîtresse          | کاترین بریا                  | فرانسه    |
| ترانه‌های عاشقانه               | Les chansons d'amour           | کریستوف اونوره               | فرانسه    |
| مردی از لندن                   | A londoni férfi                | بلا تار                      | مجارستان  |
| جنگل سوگوار                    | 殯の森 Mogari no mori          | نایومی کاواسه                | ژاپن      |
| شب‌های بلوبری من                | شب‌های بلوبری من                | وونگ کار وای                 | هنگ کونگ  |
| جایی برای پیرمردها نیست (فیلم) | جایی برای پیرمردها نیست (فیلم) | برادران کوئن                 | آمریکا    |
| پارانوئید پارک                 | پارانوئید پارک                 | گاس ون سنت                   | آمریکا    |
| پرسپولیس (فیلم)                | پرسپولیس (فیلم)                | مرجان ساتراپی و ونسان پارونو | فرانسه    |
| این را به من قول بده           | Завет Zavet                    | امیر کوستوریتسا              | صربستان   |
| آفتاب پنهان                    | 밀양 Milyang                   | لی چانگ-دونگ                 | کره جنوبی |
| نور خاموش                      | Stellet licht                  | کارلوس ریگاداس               | مکزیک     |
| Tehilim                        | Tehilim                        | Raphael Nadjari              | فرانسه    |
| شب مال ماست (فیلم)             | شب مال ماست (فیلم)             | جیمز گری (کارگردان فیلم)     | آمریکا    |
| زودیاک                         | زودیاک                         | دیوید فینچر                  | آمریکا    |

## هیئت داوران

### مسابقه بین‌الملل

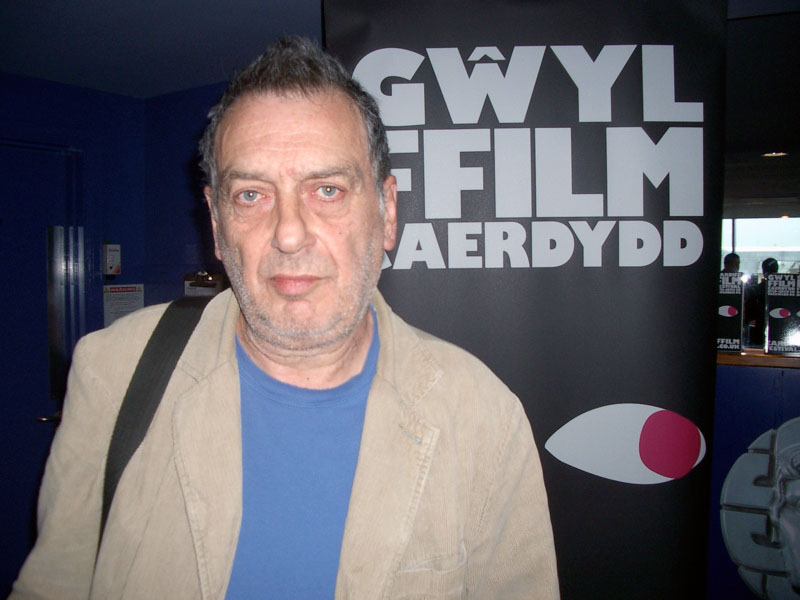
استیون فریرز

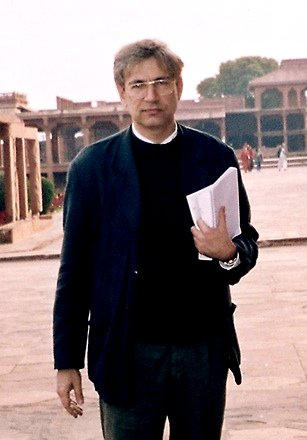
اورهان پاموک

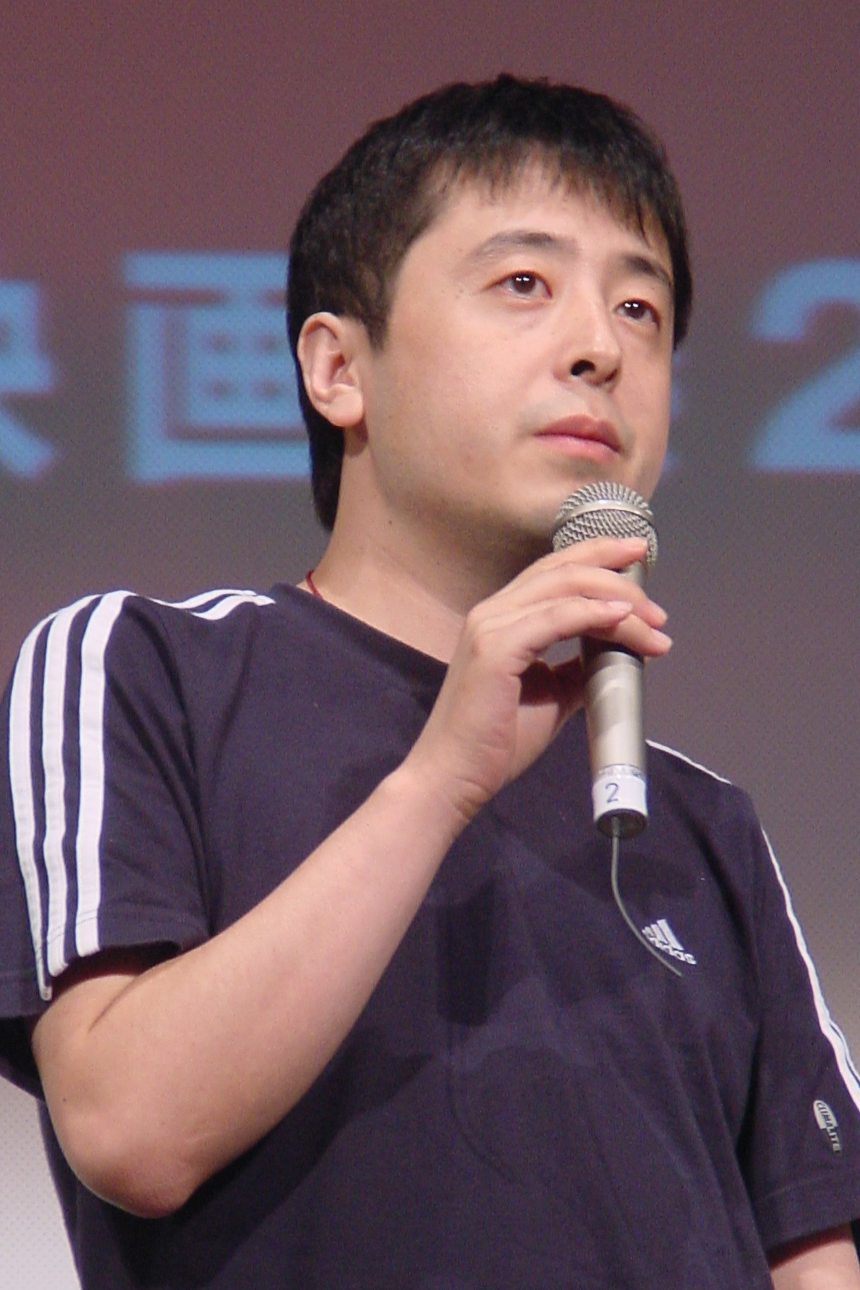
جیا ژانکو

- استیون فریرز، کارگردان بریتانیایی (رئیس)
- مارکو بلوکیو، کارگردان ایتالیایی
- مگی چونگ، هنرپیشه هنگ کنگی
- تونی کولت، هنرپیشه استرالیایی
- ماریا د مدایروش، هنرپیشه پرتغالی
- اورهان پاموک، نویسنده ترکیه‌ای
- میشل پیکولی، هنرپیشه فرانسوی
- سارا پلی، کارگردان و هنرپیشه کانادایی
- عبدالرحمن سیساکو, کارگردان موریتانی

### نگاهی نو
- پاسکال فران، کارگردان فرانسوی (رئیس)
- Kent Jones، نویسنده آمریکایی
- کریستی پویو، کارگردان رومانیایی
- Bian Qin
- یاسمینه ترینکا, هنرپیشه ایتالیایی

### دوربین زرین
- Pavel Lounguine، کارگردان و نویسنده روس (رئیس)
- رناتو برتا، سینماگر سوئیسی
- Julie Bertucelli، کارگردان فرانسوی
- کلوتیلد کورو، هنرپیشه فرانسوی

### سینه‌فونداسیون و فیلم کوتاه
- جیا ژانکو, کارگردان چینی (رئیس)
- نیکی کریمی، هنرپیشه و کارگردان ایرانی
- ژان-ماری گوستاو لو کلزیو، نویسنده فرانسوی
- دومینیک مول، کارگردان آلمانی
- Deborah Nadoolman، طراح لباس آمریکایی